# Кайдаковское сельское поселение
Кайдако́вское се́льское поселе́ние — муниципальное образование в составе Вяземского района Смоленской области России.
Административный центр — деревня Кайдаково.
Главой поселения и Главой администрации является Козлова Ирина Николаевна.

## Географические данные
- Расположение: южная часть Вяземского района
- Граничит:
  - на севере — с Вяземским городским поселением
  - на северо-востоке — с Вязьма-Брянским сельским поселением
  - на востоке — с Степаниковским сельским поселением
  - на юго-востоке — с Ефремовским сельским поселением
  - на юге — с Угранским районом
  - на юго-западе — с Юшковским сельским поселением
  - на западе — с Поляновским сельским поселением
- По территории поселения проходит железная дорога: Вязьма — Занозная (станции: о.п. 9-й км, Лосьмино).
- По территории поселения проходит автодорога Р132 Вязьма — Калуга — Тула — Рязань.

## История
Образовано Законом Смоленской области от 28 декабря 2004 года.
Законом Смоленской области от 25 мая 2017 года в Кайдаковское сельское поселение были включены все населённые пункты трёх упразднённых сельских поселений: Ефремовское и Юшковское.

## Население
| 2011  | 2012  | 2013  | 2014  | 2015  | 2016  | 2017  |
| ----- | ----- | ----- | ----- | ----- | ----- | ----- |
| 1759  | ↘1756 | ↘1752 | ↗1756 | ↘1731 | ↘1708 | ↘1639 |
| 2018  | 2019  | 2020  | 2021  |       |       |       |
| ↗2389 | ↘2347 | ↗2353 | ↘1882 |       |       |       |

## Населённые пункты
В состав поселения входят 44 населённых пункта:
| №  | Населённый пункт | Тип     | Население |
| -- | ---------------- | ------- | --------- |
| 1  | Андрианы         | деревня | 33        |
| 2  | Батищево         | деревня | 41        |
| 3  | Безымянное       | деревня | 0         |
| 4  | Бобово           | деревня | 50        |
| 5  | Быково           | деревня | 49        |
| 6  | Восток           | деревня | 14        |
| 7  | Выползово        | деревня | 7         |
| 8  | Горбы            | деревня | 0         |
| 9  | Давыдково        | деревня | 2         |
| 10 | Дашковка         | деревня | 12        |
| 11 | Ежевицы          | деревня | 8         |
| 12 | Ефремово         | деревня | 307       |
| 13 | Желтовка         | деревня | 3         |
| 14 | Кайдаково        | деревня | 1415      |
| 15 | Колотовка        | деревня | 0         |
| 16 | Кошелево         | деревня | 16        |
| 17 | Красное Трошино  | деревня | 6         |
| 18 | Красный Холм     | деревня | 16        |
| 19 | Кузнецово        | деревня | 10        |
| 20 | Лосьмино         | деревня | 63        |
| 21 | Лосьмино         | станция | 6         |
| 22 | Мануйлино        | деревня | 0         |
| 23 | Мелихово         | деревня | 2         |
| 24 | Мельзино         | деревня | 17        |
| 25 | Минино           | деревня | 28        |
| 26 | Митюшино         | деревня | 44        |
| 27 | Мишенка          | деревня | 8         |
| 28 | Некрасово        | деревня | 5         |
| 29 | Неонилово        | деревня | 6         |
| 30 | Октябрьский      | деревня | 67        |
| 31 | Панфилово        | деревня | 36        |
| 32 | Селиваново       | деревня | 12        |
| 33 | Слобода          | деревня | 11        |
| 34 | Соколово         | деревня | 10        |
| 35 | Стогово          | деревня | 2         |
| 36 | Татарки          | деревня | 9         |
| 37 | Тишино           | деревня | 19        |
| 38 | Тякино           | деревня | 1         |
| 39 | Устье            | деревня | 1         |
| 40 | Харьково         | деревня | 31        |
| 41 | Южная            | деревня | 0         |
| 42 | Юрино            | деревня | 4         |
| 43 | Юшково           | деревня | 200       |
| 44 | Ястребы          | деревня | 1         |

## Экономика
Сельхозпредприятия, магазины, строительные организации, лесопереаботка.